# Baba Deep Singh
Pour les articles homonymes, voir Singh.
Baba Deep Singh appelé aussi Baba Dip Singh Shahid, (punjabi: ਬਾਬਾ ਦੀਪਸਿੰਘ ਸ਼ਹੀਦ ; hindi: बाबा दीप सिंह जी शहीद ), (20 janvier 1682 – 11 novembre 1757), est un des martyrs les plus honorés dans le sikhisme.

## Biographie
Il a été le chef de la faction Shaheed, un misls, de l'armée sikhe la plus connue de son époque le Dal Khalsa; sa faction se dénommait: Shahid misl. Ses faits d'armes se sont surtout passés lors la reconquête du Temple d'Or, bataille qu'il a mené âgé, et qui l'a conduit à sa mort, la tête coupée. La légende retient qu'il se battait encore l'épée dans sa main droite, sa tête posée sur sa main gauche. L'endroit où sa tête serait tombée est honoré de fleurs de nos jours.
Il a rencontré un des gourous fondateurs du sikhisme, Guru Gobind Singh, alors qu'il avait 12 ans.
Il est aussi célèbre pour avoir dédié une partie de sa vie, une fois atteint un certain âge, à copier le Guru Granth Sahib, et, ainsi propager la foi sikhe. Il vécut à Damdama Sahib où il enseignait le sikhisme et les arts martiaux. Deux temples à Amritsar ont été construits pour lui rendre hommage.
Il a également été le premier directeur, (jathedar), d'une école religieuse sikhe connue sous le nom de Dadami Taksal.
Son prénom, donné par ses parents, des gens de conditions humbles, vient de Deepa qui signifie lumière.